# Zaburzenia dysocjacyjne
Zasugerowano, aby wydzielić z tego artykułu informacje nt. nie-patologicznych stanów dysocjacji do artykułu Dysocjacja (psychologia).  (dyskusja)
Dysocjacja (łac. dissociatio, rozdzielenie) – pojęcie obejmujące spektrum doświadczeń, które łączy poczucie oddzielenia się od rzeczywistości. Jej najłagodniejsze formy polegają na oddzieleniu od najbliższego otoczenia, a poważniejsze na oddzieleniu od fizycznych doświadczeń i emocji. Dysocjacja różni się od psychoz, w których człowiek traci poczucie tego, co jest rzeczywiste, a co nie.  ICD-10 definiuje dysocjację jako: „Częściową lub całkowitą utratę prawidłowej integracji między wspomnieniami przeszłości, poczuciem własnej tożsamości, bezpośrednimi wrażeniami i kontrolą dowolnych ruchów ciała”.
Na początku niepatologicznego spektrum dysocjacji znajdują się marzenia dzienne. Dalej leżą odmienne stany świadomości. W łagodnych przypadkach dysocjacja może stanowić efekt długotrwałego powtarzania jednej czynności, np. u osób doskonalących swoje umiejętności bądź stanowić mechanizm obronny, służący zminimalizowaniu stresu (np. nudy bądź konfliktu emocjonalnego) lub wytworzeniu jego tolerancji.
Bardziej patologiczne stany dysocjacji obejmują zaburzenia dysocjacyjne, połączone bądź nie, ze zmianami w identyfikowaniu swojej osoby bądź samoświadomości. Te zmiany mogą dotyczyć: odłączenia podmiotu od siebie, poczucia, że świat jest nierzeczywisty (zespół depersonalizacji-derealizacji), utraty pamięci (amnezja dysocjacyjna), utraty tożsamości bądź przyjęcia nowej (fuga dysocjacyjna) i oddzielenia strumieni świadomości (zaburzenie dysocjacyjne tożsamości).
Reakcje dysocjacyjne mogą przebiegać z zaburzeniami funkcji narządów ciała i ruchu, a także z upośledzeniem narządów zmysłów. Jeśli przysparzają pacjentowi cierpienia i uniemożliwiają prawidłowe funkcjonowanie, zaliczane są do zaburzeń dysocjacyjnych pseudoneurologicznych (wg klasyfikacji ICD-11), a w DSM-5 nazywane są zaburzeniami pod postacią funkcjonalnych objawów neurologicznych bądź zaburzeniem konwersyjnym, jeśli u ich początku leży uraz psychiczny. W klasyfikacji ICD-10 zaburzenia konwersyjne stanowią synonim zaburzeń dysocjacyjnych.
Do przykładowych zaburzeń narządów zmysłów należą:
- anestezja – zanik wrażliwości czucia
- hipestezja – częściowy zanik wrażliwości
- hiperestezja – nadwrażliwość
- analgezja – zanik wrażliwości na ból
- parestezja – niezwykłe odczucia (łaskotanie, gorąco)

Przykładowe zaburzenia motoryki:
- Zaburzenia koordynacji i równowagi
- Osłabienie/paraliż kończyny bądź całego ciała
- Zaburzenie bądź utrata mowy
- Kłopoty z przełykaniem (dysfagia) bądź uczucie przeszkody w gardle
- Zatrzymanie moczu
- Psychogenne, niepadaczkowe drgawki

Zaburzenia dysocjacyjne są czasem wywoływane przez uraz, ale mogą być także skutkiem stresu, stosowania substancji psychoaktywnych bądź nie mieć żadnej przyczyny.
Zdolność dysocjacji jest związana z wiekiem – największa jest w dzieciństwie i stopniowo maleje z wyjątkiem okresowego wzrostu w okresie dojrzewania.

## Zaburzenia dysocjacyjne
Zaburzenia dysocjacyjne to zaburzenia psychiczne przebiegające z utratą świadomej kontroli nad własną tożsamością, pamięcią, myśleniem, przeżywaniem czy własnym ciałem. W zaburzeniach dysocjacyjnych dysocjacja stanowi patologiczny mechanizm obronny, powstały na skutek urazu psychicznego, długotrwałego stresu, zażywania narkotyków, czy bez żadnej uchwytnej przyczyny. W zaburzeniach konwersyjnych pacjent nie kontroluje swoich objawów, co odróżnia je od symulacji czy zespołu Münchhausena. Do postawienia rozpoznania nie jest konieczne stwierdzenie, że pacjent czerpie korzyści ze swojego stanu chorobowego. W przebiegu zaburzeń dysocjacyjnych często obserwuje się zaburzenia sensoryczne lub utratę funkcji określonych narządów, których symptomatologia sugeruje obecność choroby somatycznej. Zwane są one objawami psychoformicznymi, lub zaburzeniami konwersyjnymi w DSM-5.
Dawniej zaburzenie dysocjacyjne było określane mianem histerii.
W nadchodzącej klasyfikacji ICD-11 zaproponowano następujący podział zaburzeń dysocjacyjnych:
- Zaburzenie dysocjacyjne pseudoneurologiczne
- Amnezja dysocjacyjna
- Zespół depersonalizacji-derealizacji
- Trans
- Opętanie
- Złożone dysocjacyjne zaburzenie natręctw
- Zaburzenie dysocjacyjne tożsamości
- Wtórne zaburzenia dysocjacyjne

Z kolei w amerykańskiej klasyfikacji DSM-5 do grupy zaburzeń dysocjacyjnych przynależą:
- zespół depersonalizacji-derealizacji
- amnezja dysocjacyjna (w tym także fuga dysocjacyjna)
- zaburzenie dysocjacyjne tożsamości

## Tło historyczne i modele teoretyczne
Pojęcie to wprowadził w swojej pracy doktorskiej „Psychological Automatism” francuski psychiatra Pierre Janet (1859–1947). Zauważył, że psychologiczne zjawisko dysocjacji jest obserwowalne w histerii, hipnozie, stanach sugestii i opętania. Rozwinął dalej swoją koncepcję współpracując od 1889 roku z Jeanem-Martinem Charcotem w szpitalu Salpêtrière w Paryżu. Janet przedstawił mechanizm dysocjacji, w wyniku którego nieświadome i utrwalone wyobrażenia (fixed ideas), często spowodowane przez traumatyczne doświadczenia, oddzielają się od świadomości i stają się psychicznymi automatyzmami, które mogą przejmować kontrolę nad zachowaniem danej osoby.
Zygmund Freud, studiujący w latach 1885-86 u J. M. Charcota, również badając zaburzenia histeryczne i zastosowanie w ich leczeniu hipnozy, sformułował tezę, że stany dysocjacyjne są wzbudzane poprzez wyparcie energii libidynalnej, która ma seksualną naturę. Rozwinął dalej koncepcję funkcjonowania psychiki tworząc model topograficzny, tzn. wyodrębniając trzy obszary psychiki: pierwszym z nich jest świadomość, a kolejne, ukryte coraz głębiej, to: przedświadomość i nieświadomość. W tym modelu dysocjacja ma charakter pionowy (rozdzielenie struktur psychicznych zachodzi od góry na dół).
Ernest R. Hilgard kontynuował tradycję Janeta. Jego neodysocjacyjny model umysłu jest opisany w pracy „Toward a Neodissociation Theory: Multiple Cognitive Controls in Human Functioning", a szczegółowo przedstawiony w książce „Divided cousciousnes. Multiple control in human thought and action”. Prowadząc eksperymentalne badania nad hipnozą Hilgard odkrył zjawisko „ukrytego obserwatora”, czyli takiej ukrytej części self, która okazuje się być świadoma informacji, które są nieosiągalne dla części hipnotyzowanej.
J.C. Watkins i H.Watkins, twórcy kierunku Ego State Therapy, podkreślali, że ludzie posiadają wrodzoną rozdzielczość umysłu na części (podzielność), a psychika jest wielorako złożona. W modelu Watkinsów podkreślany jest poziomy charakter dysocjacji – oddzielone stany „Ego” znajdują się w stosunku do siebie w płaszczyźnie horyzontalnej. Autorzy uważają, że istnieje kontinuum dysocjacji. Na jednym krańcu kontinuum przebiega normalny rozwój i dysocjacja jest naturalnym zjawiskiem adaptacyjnym, w którym dziecko uczy się segregowania i różnicowania doświadczeń. To wytwarza oddzielone stany ego (ego-states), tj. zorganizowane systemy zachowania i doświadczenia, których elementy są połączone razem poprzez wspólną zasadę, a które są oddzielone od innych stanów granicami mniej lub bardziej przepuszczalnymi. Na drugim krańcu kontinuum można zobaczyć patologiczny wynik traumy w dysocjacyjnych zaburzeniach osobowości, w których stany ego rozwinęły się jako oddzielone, a granice pomiędzy nimi są nieprzepuszczalne.
K. Steel, O. Van der Hart i E. R. Nijenhunis nazwali wytworzone alternatywne osobowości (zdysocjowane stany-self) „dysocjacją strukturalną”, która posiada różne stopnie w zależności od rozmiarów traumy. Autorzy rozróżniają dwa typy zdysocjowanych stanów self: 
1. „pozornie normalna osobowość” (ANP – Apparently Normal Personality), która jest zogniskowana na teraźniejszym codziennym życiu;
2. ”emocjonalna osobowość”(EP – Emotional Personality), która jest zafiksowana na traumie w przeszłości i jest obronnym systemem skierowanym na zagrożenie.

W prostym PTSD istnieją tylko dwa zdysocjowane stany self – jedno ANP i jedno EP, tzw. pierwotna strukturalna dysocjacja. W złożonym PTSD, zaburzeniach borderline i dysocjacyjnych, istnieje jedno ANP, a więcej EP (tzw. drugorzędowa strukturalna dysocjacja). W dysocjacyjnych zaburzeniach tożsamości (DID) istnieje więcej niż jedno ANP i więcej niż jedno EP (tzw. trzeciorzędowa strukturalna dysocjacja). Obniżenie zdolności integracji w Dysocjacyjnych Zaburzeniach Tożsamości i konieczność radzenia sobie z codziennym życiem powoduje, że potrzebne są bardziej zdysocjowane stany-self.

## Dysocjacja a hipnoza
Dysocjacja jest nieodzownym składnikiem hipnozy. W hipnozie wykorzystywana jest zdolność rozbijania całościowego doznania na części składowe, wzmacniająca świadomość jednej z części kosztem pozostałych. Pozwala ona na wystąpienie odruchowych lub spontanicznych reakcji pacjenta; umożliwia odzyskanie wypartych lub zagubionych wspomnień, pozwala ciału zapomnieć o ruchu lub rejestrowaniu bodźców. Każda z indukcji hipnotycznych wytworzy dysocjacje świadomość-nieświadomość poprzez podkreślanie zdolności pacjenta do doświadczania oraz uczenia się bez wysiłku i odruchowo. Świadomości podsuwane są idee i doznania, na których może się skupić, zaś nieświadomość zachęca się do reagowania na nowe sposoby i pozaświadomego uczenia się.
Bezpośrednie sugestie wprowadzania rozdziału pozwalają pacjentowi odkryć (przypomnieć sobie), że możliwe jest doświadczenie rozdziału na różnych poziomach: 
- na poziomie intelektualnym (amnezja, fugi, stłumienie);
- na poziomie emocji i energii (zobojętnienie, odcięcie);
- na poziomie ciała (desensytyzacja, eksternalizacja ciała, objawy konwersyjne);
- całościowo (depersonalizacja, osobowość wieloraka, „stany ego”, „second life” pacjenta).

W terapii ericksonowskiej najbardziej znanym modelem wykorzystującym zjawisko dysocjacji jest koncepcja Ernesta Rossiego „Mind-Body Comunication”, podkreślająca rangę komunikacji i integracji funkcji ciała i umysłu w pracy terapeutycznej. Rossi, najbliższy uczeń Miltona H. Ericksona, opracował model hipnozy spożytkowujący dysocjację ciała i umysłu. Według Rossiego, trans hipnotyczny jest naturalnym, codziennym doświadczeniem. Pomagając pacjentowi wejść w trans uaktywniamy w nim możliwości kreatywne nieświadomego umysłu i proces poszukiwania indywidualnego rozwiązania problemu. W tym stanie proces uczenia się przebiega optymalnie oraz najłatwiej pojawia się gotowość do zmiany. Zdaniem Rossiego, zdolności dysocjacyjne człowieka umożliwiają regenerację umysłu i wykorzystanie całego jego potencjału oraz pełnią funkcje adaptacyjne. Można zaobserwować zdolność do „wyłączania świadomego umysłu” w cyklach dobowych (co 1,5 godziny w ciągu dnia), w stanach zmienionej świadomości, jakim jest na przykład stan „flow”, a także świadomie i pod kontrolą woli spożytkować ją do procesu integracji i zdrowienia poprzez doświadczenie kontemplacji, medytacji w ruchu czy autohipnozy.

## Klasyfikacja ICD10
| kod ICD10     | nazwa choroby                                        |
| ------------- | ---------------------------------------------------- |
| ICD-10: F44   | Zaburzenia dysocjacyjne (konwersyjne)                |
| ICD-10: F44.0 | Amnezja dysocjacyjna                                 |
| ICD-10: F44.1 | Fuga dysocjacyjna                                    |
| ICD-10: F44.2 | Osłupienie dysocjacyjne (stupor dysocjacyjny)        |
| ICD-10: F44.3 | Zaburzenia transowo opętaniowe                       |
| ICD-10: F44.4 | Dysocjacyjne zaburzenia ruchu                        |
| ICD-10: F44.5 | Drgawki dysocjacyjne                                 |
| ICD-10: F44.6 | Dysocjacyjne znieczulenia i utrata czucia zmysłowego |
| ICD-10: F44.7 | Mieszane zaburzenia dysocjacyjne (konwersyjne)       |
| ICD-10: F44.8 | Inne zaburzenia dysocjacyjne (konwersyjne)           |
| ICD-10: F44.9 | Zaburzenia dysocjacyjne (konwersyjne), nieokreślone  |

## Klasyfikacja DSM-IV
| kod DSM-IV | nazwa choroby                                           |
| ---------- | ------------------------------------------------------- |
| 300.0      | Zaburzenie lękowe (ogólnie)                             |
| 300.6      | Depersonalizacja                                        |
| 300.11     | Zaburzenie konwersyjne                                  |
| 300.12     | Amnezja dysocjacyjna                                    |
| 300.13     | Fuga dysocjacyjna                                       |
| 300.14     | Dysocjacyjne zaburzenia identyfikacji (osobowość mnoga) |
| 300.15     | Zaburzenie dysocjacyjne                                 |